# Хуан Игнасио Молина
Хуан Игнасио Молина (на испански: Juan Ignacio Molina) е чилийски свещеник, натуралист и ботаник. В научната литература е известен и с имената абат Молина (Abate Molina, форма на Abbott Molina) и Джовани Игнацио Молина (по италианската форма на името му – Giovanni Ignazio Molina).

## Биография
Хуан Игнасио Молина е роден във фермата Guaraculen, в околностите на гр. Виля Алегре (на испански: Villa Alegre), понастоящем в провинция Линарес, регион Мауле, в Чили. Получава образование в град Талка и завършва йезуитски колеж в Консепсион. През 1768 г. Молина е принуден да напусне Чили, когато започват преследвания на йезуитите в Южна Америка. Установява се в Болоня, Италия, и става професор по естествени науки. Автор е на „Saggio sulla historia naturale del Chile“ (1782), първият научен труд по естествена история на Чили, описва много нови растителни и животински видове.

## Признание
На името на Молина са кръстени ботаническите родове Neomolina и Moliniopsis.